# Мирошниченко, Юрий Романович
Юрий Романович Мирошниченко (укр. Юрій Романович Мирошниченко; род. 3 февраля 1970, Лисино-Корпус, Ленинградская область) — украинский политик, общественный деятель, учёный, правозащитник. Заслуженный юрист Украины (2011), кандидат политических наук, доктор юридических наук, профессор, Член ЦИК Украины с 2019 года.
Центральная избирательная комиссия — Постановлением Верховной Рады Украины № 182-IX с 4 октября 2019 назначен на должность члена Центральной избирательной комиссии.
Народный депутат Украины с мая 2006 года (Верховная Рада Украины V—VIII созывов).
Верховная Рада Украины V созыва — член Комитета по вопросам правосудия, председатель подкомитета по вопросам процессуального законодательства (май 2006 — декабрь 2007 года);
Верховная Рада Украины VI созыва — член Комитета по вопросам правовой политики, председатель подкомитета по вопросам организации и деятельности органов юстиции, нотариата, адвокатских объединений и предоставления правовой помощи гражданам (декабрь 2007 — декабрь 2012 года);
Верховная Рада Украины VII созыва — заместитель председателя Комитета по иностранным делам (декабрь 2012 года — ноябрь 2014 года)
Верховная Рада Украины VIII созыва — член Комитета по вопросам законодательного обеспечения правоохранительной деятельности, председатель подкомитета по вопросам реформирования пенитенциарной системы, деятельности органов исполнения наказаний и пробации (декабрь 2014 года — август 2019 года)

## Биография
Родился 3 февраля 1970 года, село Лисино-Корпус, Тосненский район, Ленинградская область; мать Валентина Сергеевна (1949) дочь Вита (1993 г.р.), сын Максим (2005 г.р.) дочь Соломия (2009 г.р.).
Образование: 1987—1988 и 1989—1990 — учился в Нежинском государственном университете имени Николая Гоголя на факультете иностранных языков.
1990—1994 — учился в Киевском университете имени Тараса Шевченкона факультете иностранных языков.
2001 — окончил с красным дипломом юридический факультет Академии труда и социальных отношений (г. Киев).
2004 — получил квалификацию магистра государственного управления в Национальной академии государственного управления при Президенте Украины (г. Киев).
2006 — защитил кандидатскую диссертацию на тему «Демократические механизмы подготовки и принятия государственно-политических решений» (Институт государства и права им. Корецкого Национальной академии наук Украины), кандидат политических наук по специальности «Политические институты и процессы».
27 ноября 2012 года состоялась публичная защита диссертации Юрия Мирошниченко на соискание учёной степени доктора юридических наук. Тема диссертационной работы — «Конституционно-правовое обеспечение народовластия на Украине (теоретический и практический аспекты)». 28 марта 2013 года решением Аттестационной коллегии Министерства образования и науки, молодежи и спорта Украины присвоена степень доктора юридических наук по специальности «Конституционное право; муниципальное право». 25 февраля 2016 года решением Аттестационной коллегии Министерства образования и науки Украины Юрию Мирошниченко присвоено учёное звание доцента кафедры истории и теории государства и права.

## Гражданская деятельность
1998—2007 — учредитель и президент Всеукраинского гражданского объединения «НОВАЯ ГЕНЕРАЦИЯ», которое реализовало такие проекты: «Школа лидера» и «Школа политика».
1999—2006 — член гражданской коллегии Государственного комитета по вопросам регуляторной политики и предпринимательства.
2000—2005 — член, глава правления Регионального экологического центра РЕЦ-Киев.
2001—2005 — ректор Всеукраинской «Школы политика» Новой генерации.
2003—2007 — ректор Всеукраинской школы молодёжных лидеров.
2003—2007 — заместитель главы Национального совета молодёжных организаций Украины.
2005—2006 — президент Центра эффективного управления.

## Политическая карьера

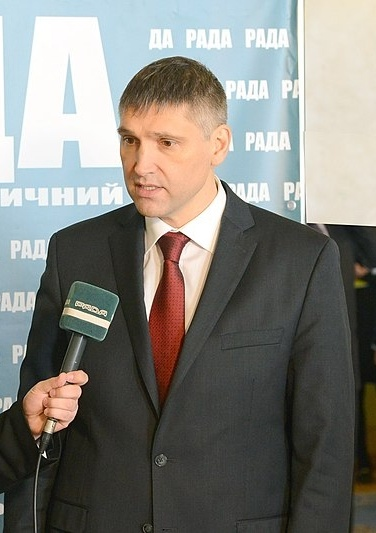
Интервью в Верховной раде

1997—1998 — кандидат в народные депутаты Украины в одномандатном округе.
1999 — баллотировался на пост городского головы Киева.
1999—2004 — учредитель и глава политической партии «Новая генерация Украины».
2000 — кандидат в народные депутаты Украины в избирательном округе № 130 в Николаевской области.
2002 — кандидат в народные депутаты Украины от партии «Новая генерация Украины» (№ 1 в избирательном списке).
2004—2005 — член президиума, заместитель главы партии «Трудовая Украина» (глава — Сергей Тигипко).
С 2004 года — член избирательной команды кандидата в Президенты Украины Виктора Федоровича Януковича.
С 2005 года — член Партии регионов.
В 2006, 2007 и 2012 годах избирается народным депутатом Верховной Рады пятого, шестого и седьмого созывов по избирательном списке Партии регионов.
С 23 марта 2010 по 25 февраля 2014 года — Представитель Президента Украины в Верховной раде Украины.
1 ноября 2018 года был включён в список украинских физических лиц, против которых российским правительством введены санкции.

## Международные связи
Член Постоянной делегации Верховной Рады Украины в Парламентской ассамблее ЕС — Восточные соседи (ПА Евронест);
Декабрь 2014—2017 — председатель подкомитета по вопросам реформирования пенитенциарной системы, деятельности органов исполнения наказаний и пробации Комитета Верховной Рады Украины по вопросам законодательного обеспечения правоохранительной деятельности;
Заместитель сопредседателя группы по межпарламентским связям с Исламской Республикой Афганистан;
Июль 2013 — Юрий Мирошниченко посетил с лекцией о европейской интеграции Украины Украинский исследовательский институт Гарварда Harvard Ukrainian Research Institute).;
Февраль 2011 и 2012 — Юрий Мирошниченко в составе делегации украинских политиков является почётным гостем Национального молитвенного завтрака с президентом Бараком Обамой в Вашингтоне.
С декабря 2012 года занимает должность заместителя председателя Комитета ВРУ по иностранным делам. У Верховной Раде Украины VII созыва политик занимает должность сопредседателя групп дружбы между Верховной Радой Украины и парламентами ФРГ и Республикой Сингапур.
Февраль 2011 и 2012 — Юрий Мирошниченко в составе делегации украинских политиков является почётным гостем Национального молитвенного завтрака с президентом Бараком Обамой в Вашингтоне";
28 марта 2013 года решением Аттестационной коллегии Министерства образования и науки, молодёжи и спорта Украины присвоена степень доктора юридических наук по специальности «Конституционное право; муниципальное право»;

## Научные достижения
В 2006 году защитил кандидатскую диссертацию «Демократические механизмы подготовки и принятия государственно-политических решений» в Институте государства и права В. Корецкого НАНУ и получил научную степень «кандидат политических наук».
27 ноября 2012 года во время заседания Специализированного учёного совета Институт законодательства Верховной Рады Украины состоялась публичная защита докторской диссертации Юрия Мирошниченко на тему «Конституционно-правовое обеспечение народовластие в Украине (теоретический и практический аспекты)».
В 2011 году Мирошниченко был удостоен звания «Заслуженный юрист Украины».
В марте 2013 года Мирошниченко присуждена научная степень «доктор юридических наук» по специальности «конституционное право», «муниципальное право».
25 февраля 2016 года решением Аттестационной коллегии Министерства образования и науки Украины Мирошниченко присвоено учёное звание доцента кафедры истории и теории государства и права.
26 июня 2019 года решением Аттестационной коллегии Министерства образования и науки Украины Мирошниченко присвоено учёное звание профессора кафедры конституционного права, истории и теории государства и права.

## Награды
- Почётная грамота Кабинета Министров Украины (2002)
- Почётная грамота Верховной рады Украины (2003)
- Заслуженный юрист Украины (2011)